# Kulak
Kulak (ruski: кулак, hrv. "šaka", kurkul u Ukrajini) je relativno bogat seljak, za vrijeme kasnoga Ruskoga Carstva, i ranoga Sovjetskoga Saveza.
Riječ "kulak" izvorno se odnosila na nezavisne poljoprivrednike u Ruskom Carstvu, koji su postali bogati nakon Stoljpinove reforme, koja je započela 1906. Etiketa "kulak" dobila je prošireno značenje 1918. godine i uključivala je bilo kojeg seljaka, koji se opirao prepustiti svoje žito vlastima iz Moskve. Tijekom 1929. – 1933., za vrijeme Staljinove kolektivizacije seljaštva, kulak je bio "seljak s nekoliko krava ili pet ili šest hektara više nego njihovi susjedi".
Prema političkoj teoriji marksizma-lenjinizma od početka 20. stoljeća, kulacima su klasni neprijatelji siromašnim seljacima. Vladimir Iljič Lenjin opisao ih je kao: "vampire, pljačkaše naroda i profitere, koji su se udebljali na gladi drugih." Marksizam-lenjinizam je namjeravao podići revoluciju za oslobođenje siromašnih seljaka i težaka uz pomoć proletarijata (urbanih i industrijskih radnika). Pored toga, planska ekonomija sovjetskog boljševizma zamislila je kolektivizaciju farmi i poljoprivrednoga zemljišta, kako bi se omogućila industrijalizacija ili prevođenje na masovnu poljoprivrednu proizvodnju. U praksi, vladini dužnosnici nasilno su oduzimali farme kulacima, ubijali one koji su pružali otpor ili ih deportirali u radne logore.